# Tigrovi kremplji
Tigrovi kremplji (izvirno indijsko bagh nakh) je orožje, ki izhaja iz Indije in je daljni sorodnik boksarja.
Tigrovi kremplji niso namenjeni udarcu, ampak pohabitvi sovražnika, tako da mu zada podobne rane, kot tigrovi kremplji.